# Хеллбой (фільм, 2019)
«Хеллбой» (англ. Hellboy) — американський фільм в жанрі фентезі режисера Ніла Маршалла за сценарієм Ендрю Косбі, Крістофера Голдена, Арона Колейта і Майкла Міньйола і на основі оригінального коміксу Міньйоли. Фільм став перезапуском кіно-франшизи про Хеллбоя і у новому фільмі у головній ролі виступив новий актор — Девід Гарбор, а сам фільм тепер має рейтинг R.
Прем'єра в Україні відбулась 11 квітня 2019 року, прем'єра в США — 12 квітня 2019 року.

## Сюжет
Хеллбой вирушає до Англії, де він повинен перемогти Криваву королеву Німуе, дружину Мерліна. Але битва між ними може призвести до загибелі всесвіту, а такого розвитку подій герой відчайдушно намагається уникнути.

## У ролях
- Девід Гарбор — Геллбой, демон з пекла, який потрапив в наш світ в результаті окультного експерименту нацистів[10].
- Мілла Йовович — Німуе, Кривава королева. Наймогутніша з відьм Англії, що була зраджена іншими чаклунками, порублена на шматки та захована в скриню. Пізніше її воскресить Груагах, аби помститися Геллбою.
- Іян Макшейн — Тревор Брутенгольм[en], прийомний батько Геллбоя.
- Деніел Де Кім — майор Бен Дайміо, один з членів Бюро паранормальних досліджень і оборони, який дуже не любить монстрів, в тому числі і головного героя, але в момент люті і сам може перетворитися на ягуара. Раніше на роль був підписаний актор Ед Скрейн, але студія вирішила поміняти його на азійського актора, так як у коміксах персонаж був азійського походження[11][12].
- Саша Лейн — Аліса Монаган, дівчина, врятована Геллбоєм у дитинстві від злих фей.
- Стівен Ґрем — Гругач.
- Софі Оконедо — леді Гаттон, провидиця і резидент клубу Осіріса, стародавнього англійського клубу, присвяченого розкриттю надприродних таємниць.
- Пенелопа Мітчелл — Ганейда, відьма і соратниця Кривавої королеви.
- Алістер Петрі — лорд Адам Гларен, високопоставлений член клубу Осіріса.
- Марк Стенлі — Король Артур.
- Брін Глісон — Мерлін, чарівник.
- Томас Гейден Черч — Лобстер Джонсон.

## Виробництво

### Розробка

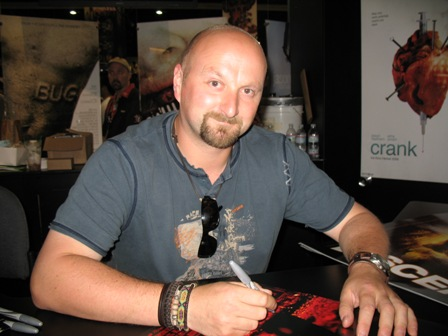
Ніл Маршалл

Про те, що нового фільму Гільєрмо дель Торо не буде, повідомив Перлман і сам режисер через соціальні мережі. Виробники запропонували дель Торо згадку як спів-продюсера третьої частини франшизи, але режисер відмовився, висунувши вимогу знімати «Геллбой III» за власним сценарієм, а Перлман відмовився зніматися у третій частині, якщо дель Торо не буде її режисером. Коли Ніл Маршалл приєднався до проекту в якості режисера, студія вирішила що замість спін-оффу про Ейба Сапіена і «Геллбой III», новий фільм стане перезапуском франшизи. В травні 2017 Майк Міньйола офіційно анонсував роботу над новою картиною з рейтингом R та режисером Нілом Маршаллом, відомим по роботі над серіалом «Гра престолів», а також актором Девідом Гарбором, виконавцем однієї з головних ролей в серіалі «Дуже дивні справи».
За словами Перлмана, третя картина Гільєрмо Дель Торо повинна була стати по справжньому епічною, в ній мала вирішитися доля персонажа, він вважав, що вийшов би справді хороший фільм. Відмова Дель Торо від зйомок третьої частини, на думку актора, була пов'язана з невисокими касовими зборами попередніх фільмів.

### Підбір акторів

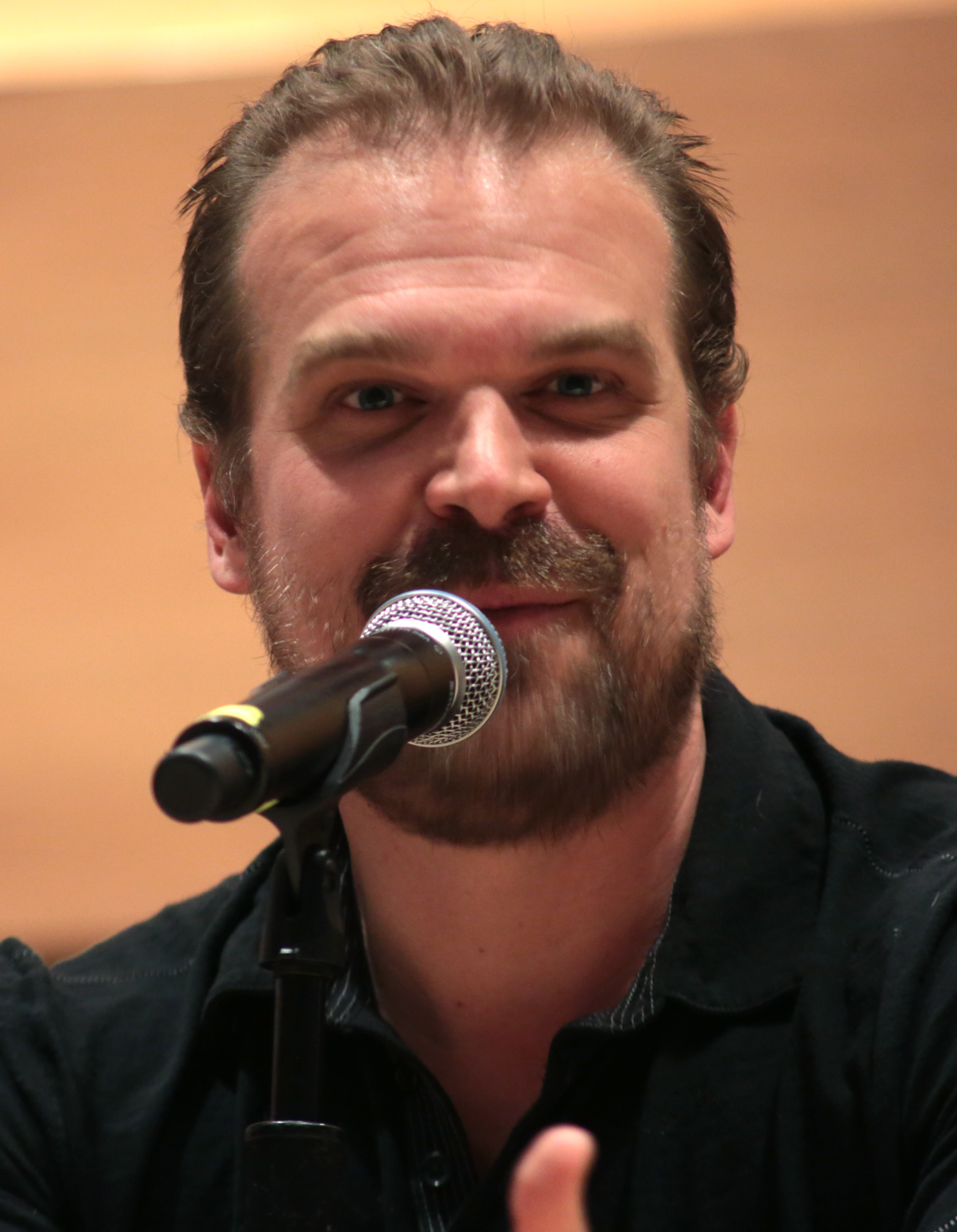
Девід Гарбор

Гарбор дуже зрадів можливості зіграти в екранізації коміксу, особливо такого. Актор був шанувальником коміксів, він вважав, що це буде цікаво і весело і у них вийде зняти хороший фільм. Перлман і Гарбор зустрічалися до зйомок, щоб обговорити роль. Про свого наступника Рон Перлман відгукувався так:
|  | Девід Гарбор — хороший чувак. Я бажаю йому всього найкращого, коли справа доходить до роботи над Хеллбоєм |

Гарбор розповів, що ця картина повинна бути більш похмурою і темною, ніж фільми Торо. На його думку сценарій дуже хороший і він радий, що картину буде знімати такий талановитий режисер, як Ніл Маршал. 6 червня актор опублікував фото, на якому фахівці з гриму роблять зліпок його руки для виготовлення костюма персонажа.

### Зйомки
Зйомки почалися 10 вересня 2017 року.

## Прем'єра
У вересні 2017 року було оголошено, що прем'єра повинна відбутися 11 січня 2019 року, проте пізніше компанія Lionsgate спростувала інформацію, пояснивши, що дата випуску ще не визначена.
Згодом стало відомо, що кінопрем'єра відбудеться 11 квітня в Україні та 12 квітня 2019 року в США.